# Cantonul La Ferté-Saint-Aubin
Cantonul La Ferté-Saint-Aubin este un canton din arondismentul Orléans, departamentul Loiret, regiunea Centru, Franța.

## Comune
- Ardon
- La Ferté-Saint-Aubin (reședință)
- Ligny-le-Ribault
- Marcilly-en-Villette
- Ménestreau-en-Villette
- Sennely